# Cayos Bequevé
Cayo Bequevé (también llamado Bequevé o Cayo Bequevé) es el nombre que recibe una isla venezolana en el sureste del Mar Caribe que forma parte del Archipiélago Los Roques,  y de las Antillas Menores que es administrada como parte de la Dependencias Federales de Venezuela y del Parque nacional Archipiélago de Los Roques, es parte de las además del Territorio Insular Miranda. 

### Ubicación
Se encuentra al suroeste del parque es accesible vía marítima como muchos otros cayos con botes que salen del Gran Roque. Es una isla de Coral ubicada justo al frente y al sur de Cayo de Agua, al noroeste de Dos Mosquises y al suroeste de Cayo Carenero, en la parte extrema oeste de las islas.

### Islas
A pesar de lo que pueda indicar su nombre se trata en realidad de 2 islas: Cayo Bequevé Norte y Cayo Bequevé Sur, por lo que también pueden ser conocidas como las Islas o Cayos Bequevé.
- Cayo Bequevé Norte tiene una superficie de 34 hectáreas o 0,341 kilómetros cuadrados y 4,3 kilómetros de largo.
- Cayo Bequevé Sur, es mucho más pequeño tiene 15,13 hectáreas o 0,1513 kilómetros cuadrados y 1,76 kilómetros de largo.

En total ambas islas suman 49,23 hectáreas o 0,49 kilómetros cuadrados, por lo que tienen un tamaño equivalente o parecido al de la Ciudad del Vaticano (44 hectáreas).